# Basketbolen Klub Slavia Sofia
Il Basketbolen klub Slavia Sofia (in cirillico Баскетболен клуб Славия София) è la principale squadra di pallacanestro femminile di Sofia. Fa parte della società polisportiva omonima, che comprende anche una squadra di calcio.
Lo Slavia Sofia è stato fondato nel 1913. La squadra di pallacanestro femminile è famosa perché nel 1959 ha vinto la prima Coppa dei Campioni, battendo la ŽBK Dynamo Mosca, ed è stata l'unica squadra che per vent'anni ha condiviso l'albo d'oro con la Daugawa Riga.
Nel 1960 la squadra lettone ha battuto quella bulgara in finale, sia all'andata che al ritorno, iniziando un grande ciclo di vittorie. Nel 1963 lo Slavia ha vinto per la seconda volta la Coppa, battendo in finale lo Slovan Orbis Praga. Due anni dopo, la Daugawa Riga ha impedito il terzo successo bulgaro, grazie ad una larga vittoria in casa.

## Palmarès
- Coppa dei Campioni: 2
1959, 1963
- Campionato bulgaro: 15
1953, 1954, 1955, 1956, 1957, 1958, 1959, 1961, 1962, 1963, 1964, 1965, 2002, 2003, 2004
- Coppa di Bulgaria: 10
1952, 1953, 1955, 1956, 1966, 1970, 1971, 1984, 2001, 2003